# Richard Dannatt
Francis Richard Dannatt (ou Barão Dannatt), GCB, CBE, MC, DL (nascido em 23 de dezembro de 1950) é um oficial sênior aposentado do Exército Britânico e membro da Câmara dos Lordes. Ele foi chefe do Estado-Maior (chefe do Exército) de 2006 a 2009.

## Vida pregressa
Dannatt, filho de Anthony e Mary, nasceu em sua casa em Broomfield, hoje um subúrbio de Chelmsford, em Essex. Seu pai e seu avô eram arquitetos, trabalhando em um escritório em Chelmsford, e sua mãe era professora de meio período no London Bible College. Ele tinha uma irmã mais velha que morreu de câncer de mama em 1988. Dannatt foi fortemente influenciado por seu bisavô paterno, um fazendeiro vitoriano e cristão devoto que criou um sistema de drenagem.
Dannatt e sua irmã foram enviados a colégios internos separados. Ele frequentou a Felsted Junior School, onde adquiriu a ambição de se tornar um jogador de críquete profissional. Lawrence College, em Ramsgate, Kent, onde ingressou na Combined Cadet Force (CCF) e acabou chegando a suboficial sênior. Enquanto estava na escola, passou a não gostar de seu primeiro nome, Francis, depois que o confundiram com o de uma menina e ele foi convidado para uma festa de aniversário na qual era o único menino. Ele acabou mudando para seu nome do meio, Richard, quando tinha quinze anos. Na época, Dannatt pretendia se tornar um advogado e se inscreveu para estudar direito no Emmanuel College, em Cambridge, mas foi recusado após uma entrevista, momento em que sua ambição mudou para uma carreira militar.

## Vida pessoal
Dannatt conheceu sua esposa, Philippa (ou Pippa), durante seu primeiro ano na Universidade de Durham em 1973. O casal ficou noivo e se casou em março de 1977, após o que Pippa acompanhou Dannatt em seu retorno a Berlim. Eles tiveram quatro filhos — três meninos e uma menina. Bertie, seu segundo filho, serviu na Grenadier Guards — o regimento do pai de Pippa — no Iraque e no Afeganistão, recebendo uma menção em despachos e alcançando o posto de capitão antes de deixar o exército em 2008.

## Carreira militar
Inicialmente interessado em um regimento de tanques, Dannatt foi entrevistado no Conselho de Comissões Regulares (mais tarde renomeado como Conselho de Seleção de Oficiais do Exército) por um oficial dos Green Howards, que o convenceu a considerar a infantaria e organizou uma visita a um quartel perto de Colchester. Lá, ele conheceu Peter Inge, então major, e Dannatt decidiu se juntar aos Green Howards. Ele ingressou na Royal Military Academy, Sandhurst, em setembro de 1969 sendo comissionado nos Green Howards como segundo-tenente em 30 de julho de 1971. Após um curto período de licença, foi enviado a Belfast, na Irlanda do Norte, como comandante de pelotão.
Após o término da turnê, Dannatt retornou ao continente britânico para fazer um curso de comandantes de pelotão, depois do qual se juntou novamente aos Green Howards em seu quartel na Alemanha Ocidental. Ele e seu pelotão retornaram a Belfast no final de 1972. Por bravura em uma operação em que seu pelotão foi atacado a tiros em East Belfast, em 7 de fevereiro de 1972, ele foi condecorado com a Cruz Militar. Sua primeira promoção foi para tenente em 30 de janeiro de 1973.